# Crichtonpelta
Crichtonpelta ("Chrichtonův štít") je rod vyhynulého ankylosauridního dinosaura, který žil na území současné severovýchodní Číny asi před 100 až 89 miliony let (geologické stupně cenoman až turon) v období počátku svrchní křídy. Podle jiných údajů však mohl žit ve starším období geologického věku alb (asi před 113 až 100 miliony let).

## Historie
Holotyp s označením BXGMV0012 byl objeven v prefektuře Beipiao v provincii Liao-ning. V roce 2007 byl dinosaurus popsán skupinou čínských paleontologů jako Crichtonsaurus benxiensis, později byl ale tento rod označen za nomen dubium a v roce 2014 bylo stanoveno nové binomické jméno Crichtonpelta benxiensis. O rok později byl stanoven nový taxon Victorií Arbourovou a Philipem J. Curriem. Rodové jméno je poctou spisovateli Michaelu Crichtonovi, autorovi románu Jurský park. Crichtonpelta byl menší zástupce ankylosauridů, dosahoval délky asi 3,5 metru a hmotnosti kolem 500 kg. Mohlo jít o nejstaršího známého zástupce podčeledi ankylosaurinů.